# Черноморці
Черномо́рці (болг. Черноморци) — село в Добрицькій області Болгарії. Входить до складу общини Шабла.

## Населення
За даними перепису населення 2011 року у селі проживала 81 особа.
Національний склад населення села:
| Національність   | Кількість осіб | Відсоток |
| ---------------- | -------------- | -------- |
| болгари          | 66             | 81,5%    |
| цигани           | 15             | 18,5%    |
| турки            | 0              | 0%       |
| інша             | 0              | 0%       |
| не визначились   | 0              | 0%       |
| Всього відповіли | 81             |          |

Розподіл населення за віком у 2011 році:
Динаміка населення: